# Stilet

Stilet de ceremonie din dotarea ofiţerilor Ministerului Apărării Naţionale din România, până în 1989
Era un accesoriu care făcea parte din ținuta de ceremonie și nu era o armă albă de autoapărare.

Stilet se numește un pumnal mic, cu lama triunghiulară, foarte fină și cu vârf ascuțit. 

## Caracterizare
Stiletele se încadrează în categoria armelor albe ofensive, de tăiere și împungere. Principalele părți componente ale stiletului sunt lama și mânerul. Lama poate avea două fețe, unul sau două tăișuri și un vârf, în timp ce mânerul se compune dintr-o prelungire a lamei, denumită tija mânerului sau talonul.  Pe talon se află montate garda și butonul terminal. În epoca renascentistă mânerul era realizat cel mai adesea din lemn sau corn, dar existau și exemplare de lux cu mâner din os sculptat sau din fildeș. Teaca stiletelor era confecționată la început din piele, apoi din lemn acoperit cu piele și este prevăzută cu întărituri metalice numite buterola și gura tecii.

## Scurt istoric
Stiletul a apărut în Italia, la începutul secolului al XVI-lea, ca un pumnal mic, cu garda scurtă. Era considerat o armă periculoasă, deoarece putea fi ascuns cu ușurință în cizmă, jartieră, manșetă sau în pieptar. Începând cu secolul al XVII-lea, stiletul a fost purtat și de către femei, fiind mai degrabă un obiect de cochetărie. Stiletele aveau mânerul și garda drepte sau în forma de S.

## Stiletul Mareșalului Antonescu
La Muzeul Județean Argeș din Pitești este expus un stilet care i-a aparținut lui Ion Antonescu, înregistrat cu numărul 6904500-5060 în lista de Bunuri culturale mobile clasate în Patrimoniul Cultural Național. Stiletul are lama din oțel inoxidabil, inscripționat cu ornamente florale, iar teaca este din piele neagră. Pe lamă are următoarea inscripție:1942. Colecția Mareșal Ion Antonescu. 60 de ani de viață. 4 decenii sub drapel. Un an în demnitatea de mareșal.

## Alte semnificații
Tot stilet se numește și un instrument medical sub formă de tijă metalică mică, prevăzută cu o extremitate de formă ovoidală aplatizată, destinată explorării plăgilor și a traiectelor fistuloase, dar nu există nici o legătură între cele două.